# Popówko (gromada)
Popówko – dawna gromada, czyli najmniejsza jednostka podziału terytorialnego Polskiej Rzeczypospolitej Ludowej w latach 1954–1972.
Gromady, z gromadzkimi radami narodowymi (GRN) jako organami władzy najniższego stopnia na wsi, funkcjonowały od reformy reorganizującej administrację wiejską przeprowadzonej jesienią 1954 do momentu ich zniesienia z dniem 1 stycznia 1973, tym samym wypierając organizację gminną w latach 1954–1972.
Gromadę Popówko z siedzibą GRN w Popówku utworzono – jako jedną z 8759 gromad na obszarze Polski – w powiecie obornickim w woj. poznańskim, na mocy uchwały nr 31/54 WRN w Poznaniu z dnia 5 października 1954. W skład jednostki weszły obszary dotychczasowych gromad Osowo, Popówko, Popowo i Sycyn, ponadto miejscowość Niemieczkowo i Niemieczkowo-Leśniczówka z dotychczasowej gromady Sławienko oraz miejscowości Urbanie i Zagaj z dotychczasowej gromady Chrustowo – ze zniesionej gminy Oborniki-Południe w tymże powiecie. Dla gromady ustalono 14 członków gromadzkiej rady narodowej.
Gromada przetrwała do końca 1972 roku, czyli do kolejnej reformy gminnej.